# Долан, Дэвид
Дэвид Долан (англ. David Dolan; род. 7 октября 1979, Сандерленд, Тайн-энд-Уир) — британский английский боксёр, представитель тяжёлых весовых категорий. Выступал за сборные Великобритании и Англии по боксу в 2000—2005 годах, чемпион Игр Содружества, трёхкратный чемпион Англии, победитель и призёр ряда крупных международных турниров. В 2006—2013 годах также боксировал на профессиональном уровне.

## Биография
Дэвид Долан родился 7 октября 1979 года в Англии. Занимался боксом вместе со своим братом Джоном в Сандерленде, графство Тайн-энд-Уир.

### Любительская карьера
Первых серьёзных успехов добился в сезоне 2000 года, когда в первой тяжёлой весовой категории одержал победу на чемпионате Англии в Барнсли и в составе английской сборной стал бронзовым призёром на Кубке Копенгагена в Дании.
В 2001 году вновь выиграл чемпионат Англии, получил серебро на турнире Четырёх наций в Ливерпуле, победил в матчевой встрече со сборной Канады в Реджайне.
В 2002 году в третий раз подряд стал чемпионом Англии в первом тяжёлом весе, в супертяжёлом весе превзошёл всех соперников на домашних Играх Содружества в Манчестере.
В 2003 году на чемпионате мира в Бангкоке в 1/8 финала категории до 91 кг был остановлен представителем Белоруссии Виктором Зуевым.
В 2004 году дошёл до четвертьфинала на чемпионате Европы в Пуле, уступив турку Эртугрулу Эргезену, выступил на Мемориале Феликса Штамма в Варшаве, был лучшим на международном турнире «Таммер» в Тампере.
В 2005 году победил на чемпионате Содружества в Глазго, проиграл итальянцу Клементе Руссо в матчевой встрече со сборными Италии и Дании в Сандерленде, тогда как на чемпионате мира в Мяньяне выбыл из борьбы за медали в 1/8 финала, потерпев поражение от азербайджанца Эльчина Ализаде.

### Профессиональная карьера
Покинув расположение национальной сборной, в 2006 году Долан успешно дебютировал на профессиональном уровне. Сделав серию из семи побед, в 2008 году принял участие в турнире Prizefighter — благополучно прошёл соперников в четвертьфинале и полуфинале, в частности взял верх над соотечественником Полом Батлином, но в решающем бою единогласным решением судей потерпел поражение от непобеждённого на тот момент ирландца Мартина Рогана.
Впоследствии выступал с переменным успехом вплоть до 2013 года, был претендентом на титулы чемпиона Великобритании, Англии и Содружства. В общей сложности провёл среди профессионалов 22 боя, из которых 16 выиграл (в том числе 5 досрочно), 5 проиграл, в одном случае была зафиксирована ничья.